# Schauenburg (Dossenheim)
Die Burg Schauenburg, auch Neu-Schauenburg genannt, ist die Ruine einer Spornburg östlich der Gemeinde Dossenheim im Rhein-Neckar-Kreis in Baden-Württemberg. Die Reste der einstigen Höhenburg liegen auf rund 275 Meter über Normalnull am südlichen Ausläufer des Ölbergs.

## Geschichte
Die Burg wurde in der ersten Hälfte des 12. Jahrhunderts von den Edelfreien von Schauenburg erbaut, die 1130 erstmals urkundlich erwähnt wurden und von den Hessonen abstammten. Die Herren von Schauenburg starben um 1285 bereits aus, jedoch wurde die Burg weiterhin als solche genutzt und Mitte des 14. Jahrhunderts ausgebaut.
Das Mauersechseck war vermutlich ein Niederadelssitz, der in Abhängigkeit von der Schauenburg entstand. Auch die Mehrfach-Burganlage des fälschlich Kronenburg (eigentlich bei Dossenheim) genannten Burgstalls wird in Verbindung mit der Schauenburg genannt. Vermutungen, sie sei ein Vorgängerbau der Schauenburg gewesen, konnten nicht belegt werden.
Im Jahr 1460 wurde die Burg von Kurfürst Friedrich I. im  Pfälzisch-mainzischen Krieg fünf Tage lang belagert und nach der Übergabe geschleift. Nur Außenmauern und Gräben blieben übrig. Noch im Jahr 1750 berichtet der Chronist Wickenburg, er habe auf dem Burgplatz nichts als geringes Mauerwerk und Gräben gesehen. Bereits 1870 begann in Dossenheim am südwestlichen Kirchberg der kommerzielle Abbau von Rhyolith (Quarzporphyr). Der nahezu 200-jährige Gesteinsabbau hatte entsprechende Folgen auch für die Überreste der Schauenburg.
Seit 1982 finden Sicherungsarbeiten seitens der Arbeitsgemeinschaft Schauenburg statt.

## Anlage
Von der ehemaligen Burganlage sind nur noch einige Grundmauern von Ringmauer, Schildmauer, Bergfried (Grundfläche: 10 × 10 Meter), Wohn- und Wirtschaftsgebäuden der Oberburg, sowie Brückenpfeiler des Zugangs zur Vorburg und ein Teil des Halsgrabens erhalten.
Um das unregelmäßige Oval der Kernburg sind die Reste einer Zwingeranlage erkennbar, die sich talwärts zu einer Vorburg erweiterte. Eine vorgelegte zweite Außenmauer wurde durch einen vorspringenden quadratischen Turm gesichert. Die Ringmauer war hier zur Schildmauer verstärkt. Heute betritt man die Anlage an der Westseite, wo sich eine Schautafel befindet, das Haupttor lag allerdings im Nordosten der Anlage.  Seit 2009 ist dieser „richtige“ Zugang wieder begehbar, es wurde eine Holzbrücke über den Graben errichtet und der Weg gesichert.
Der starke Bergfried ist ähnlich wie der Hauptturm der Burg Zwingenberg in den nördlichen Winkel der rechtwinklig gebrochenen Schildmauer eingestellt. Der recht schlanke Turm besaß ebenfalls einen quadratischen Grundriss.
Das größte Gebäude der Kernburg ist im Grundriss erhalten. Es nahm eine Fläche von 20 × 8 m ein und erinnert damit an einen Saalbau. Auf eine komfortablere Ausstattung deuten ein Abortturm sowie Funde von Fußbodenfliesen und Ziegelsteinen hin. Bruchstücke der Fensterkapitelle und -säulen haben sich erhalten, die einfache romanische Formen zeigen.
Die Burganlage war bis ins frühe 20. Jahrhundert durch Steinbrüche, in denen Porphyr abgebaut wurde, bedroht. Der Abbau wurde bis an die Umfassungsmauern vorangetrieben. Im Südosten gelegene Mauern der Vorburg stürzten um die Wende vom 19. zum 20. Jahrhundert dabei in die Tiefe.

Bilder der Schauenburg bei Dossenheim
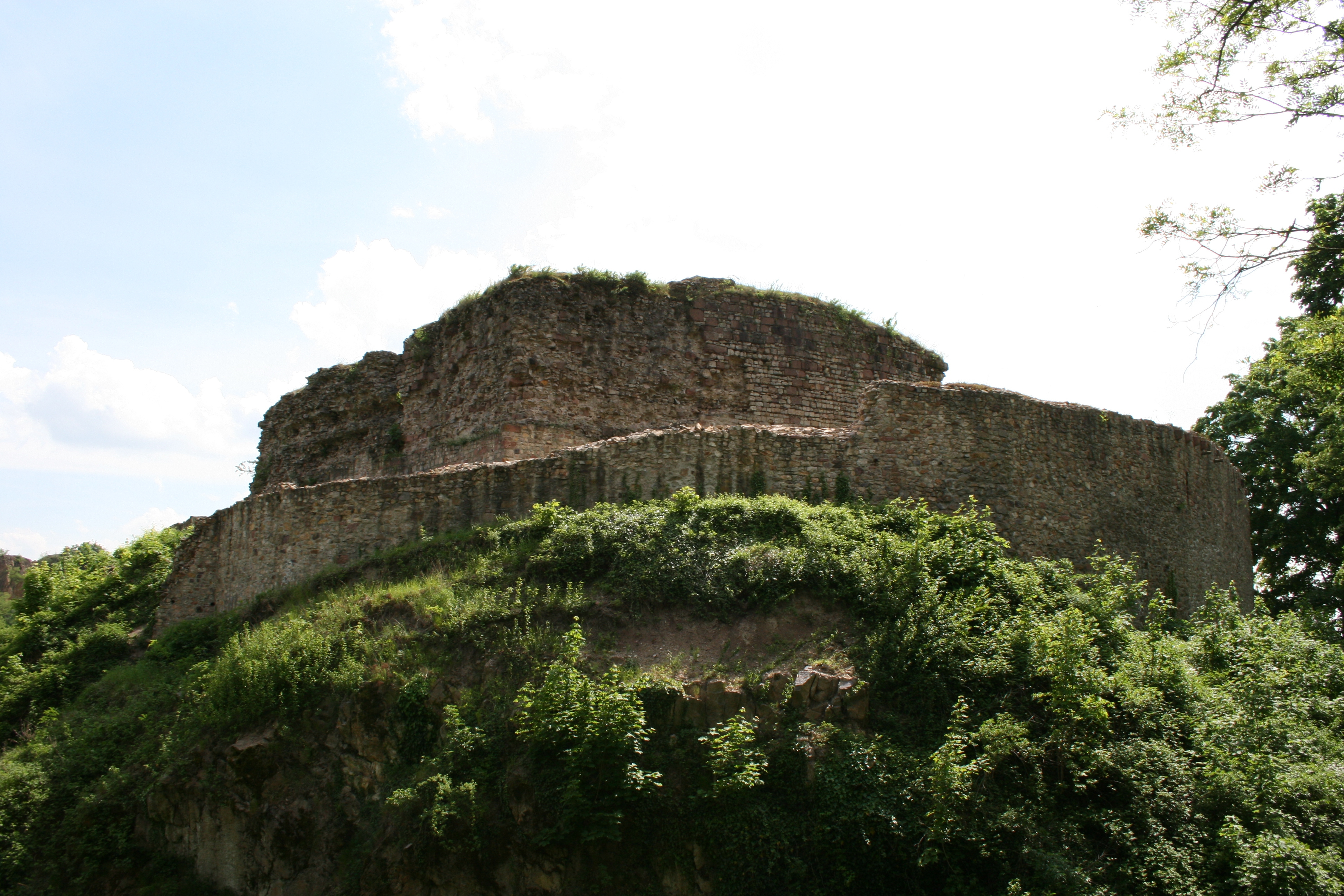
Blick über den Halsgraben auf die Burg im Mai 2008
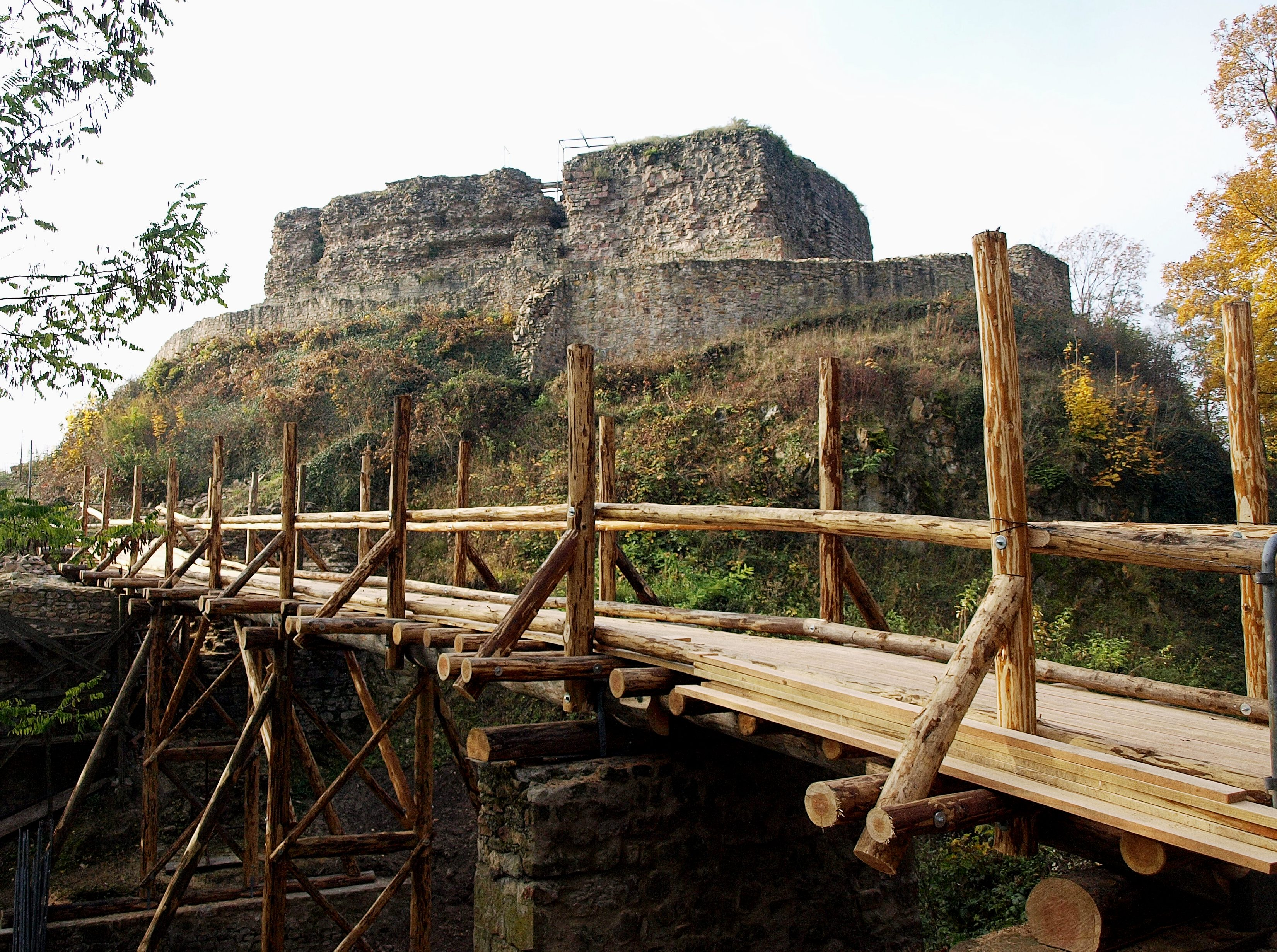
Rekonstruktion der Brücke im November 2009
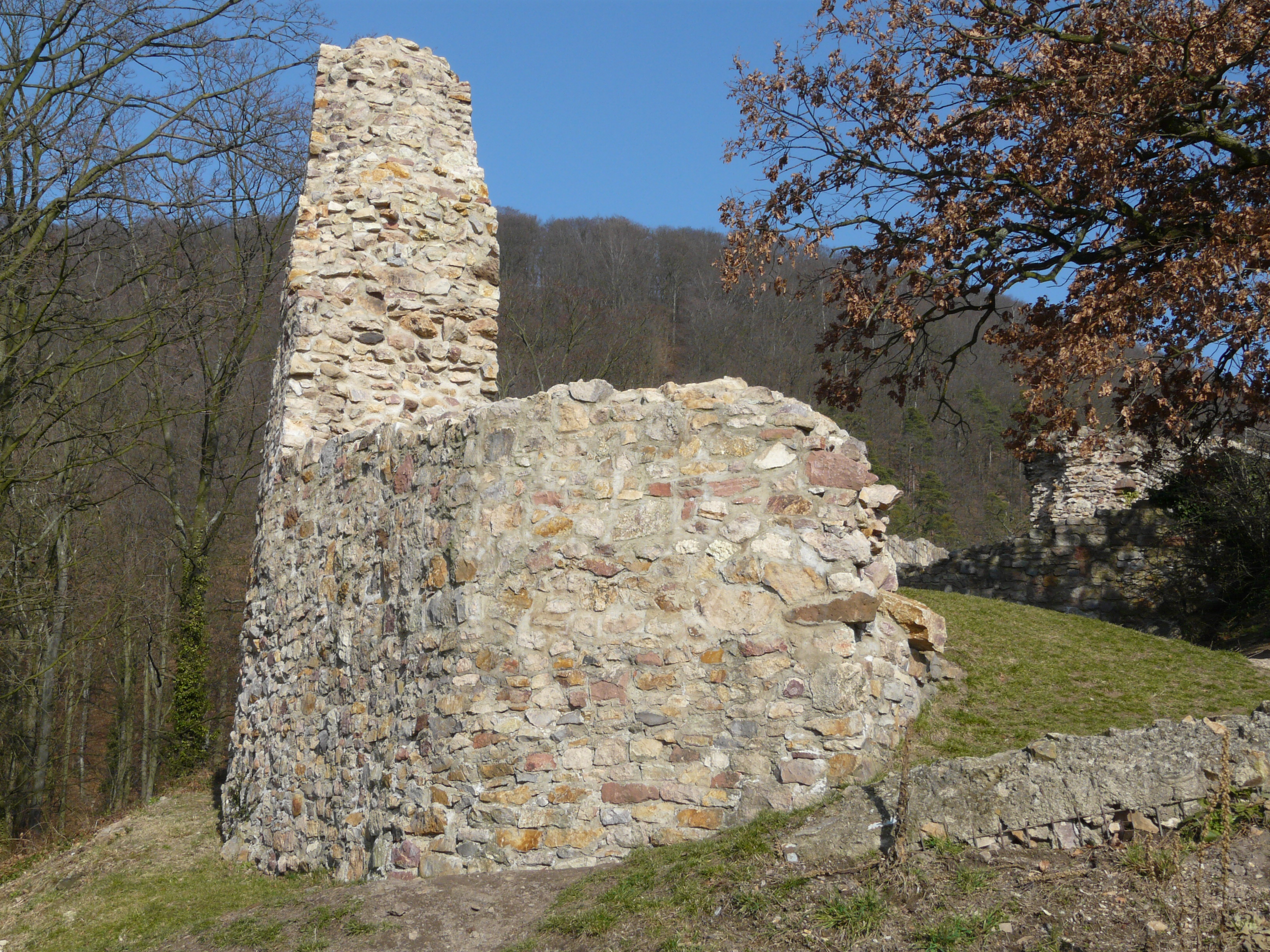
Westliches Ende der nördlichen Umfassungsmauer
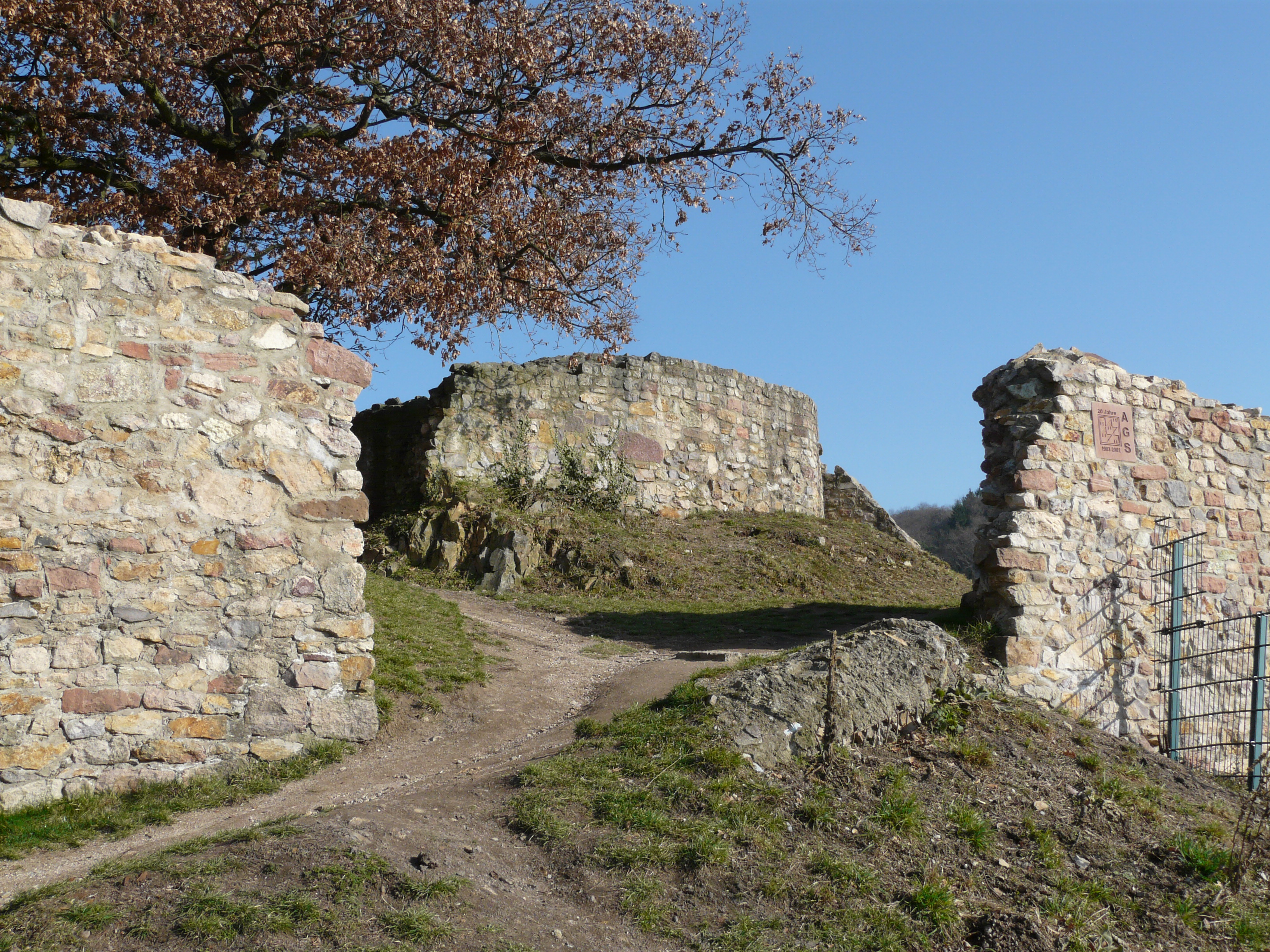
Heutiger, westlicher Eingangsbereich zwischen Vor- und Hauptburg mit Burgmannenhaus im Hintergrund
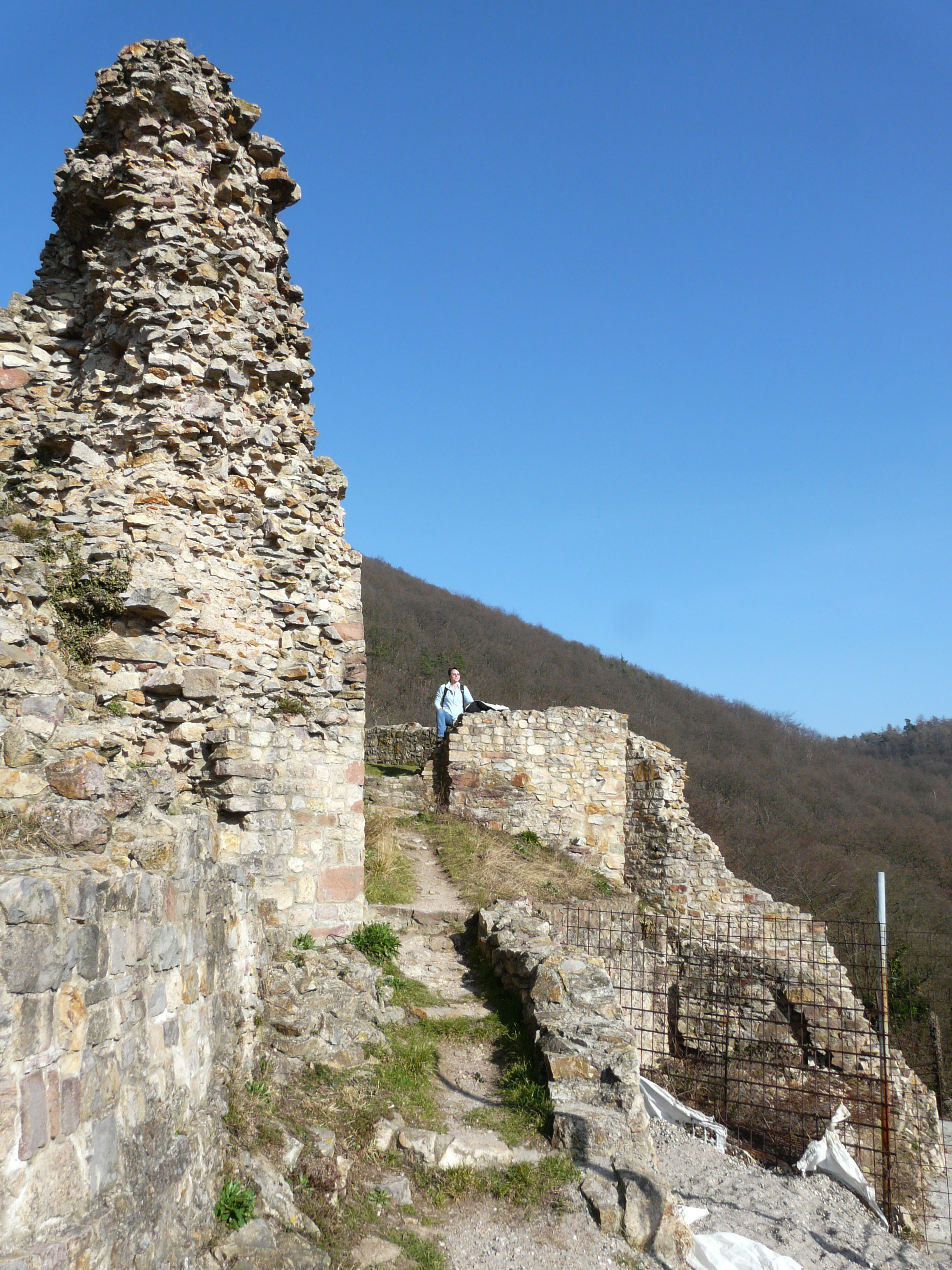
Südmauer mit so genanntem „Schalenturm“
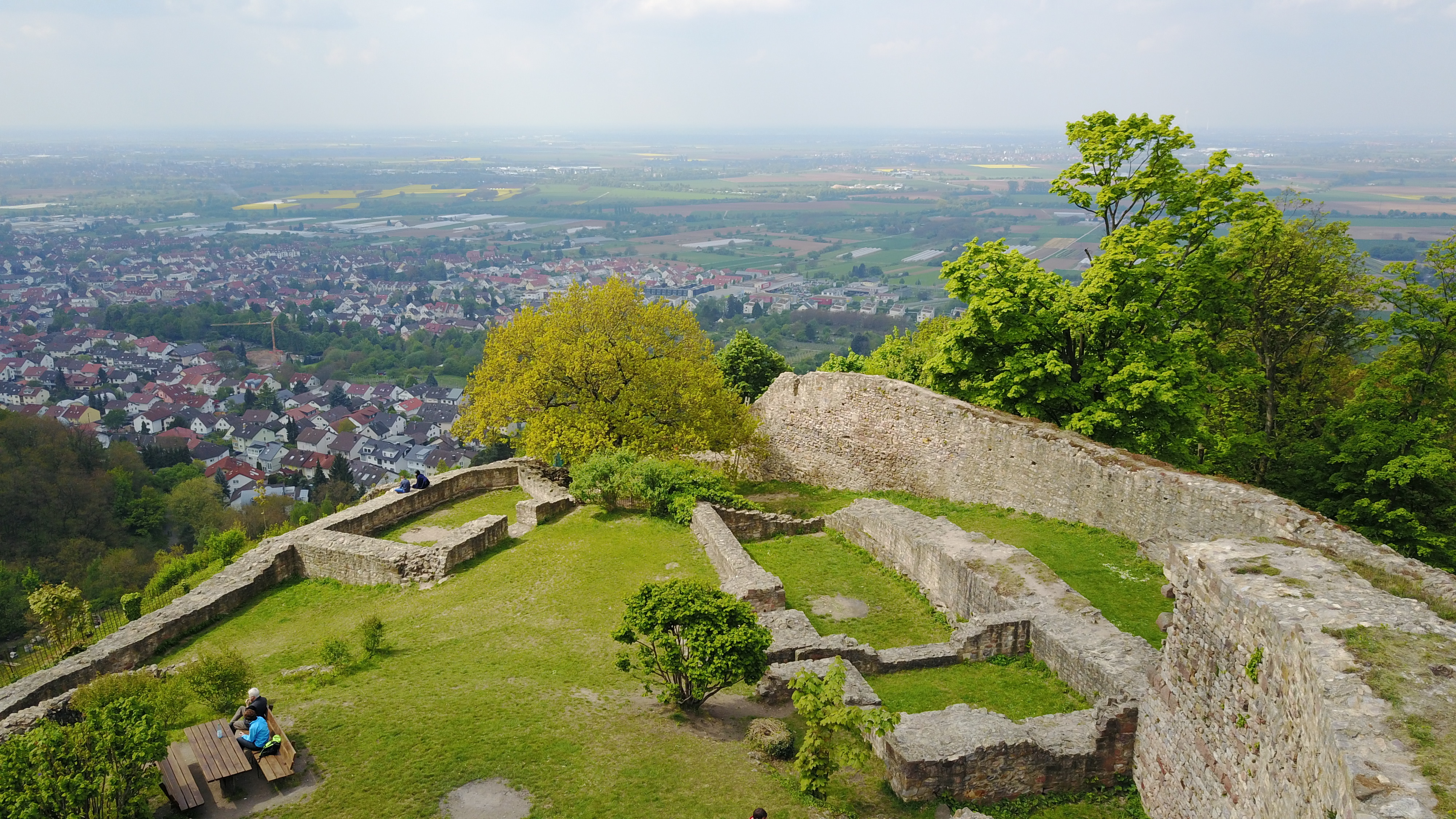
Blick vom Bergfried Richtung Südwesten
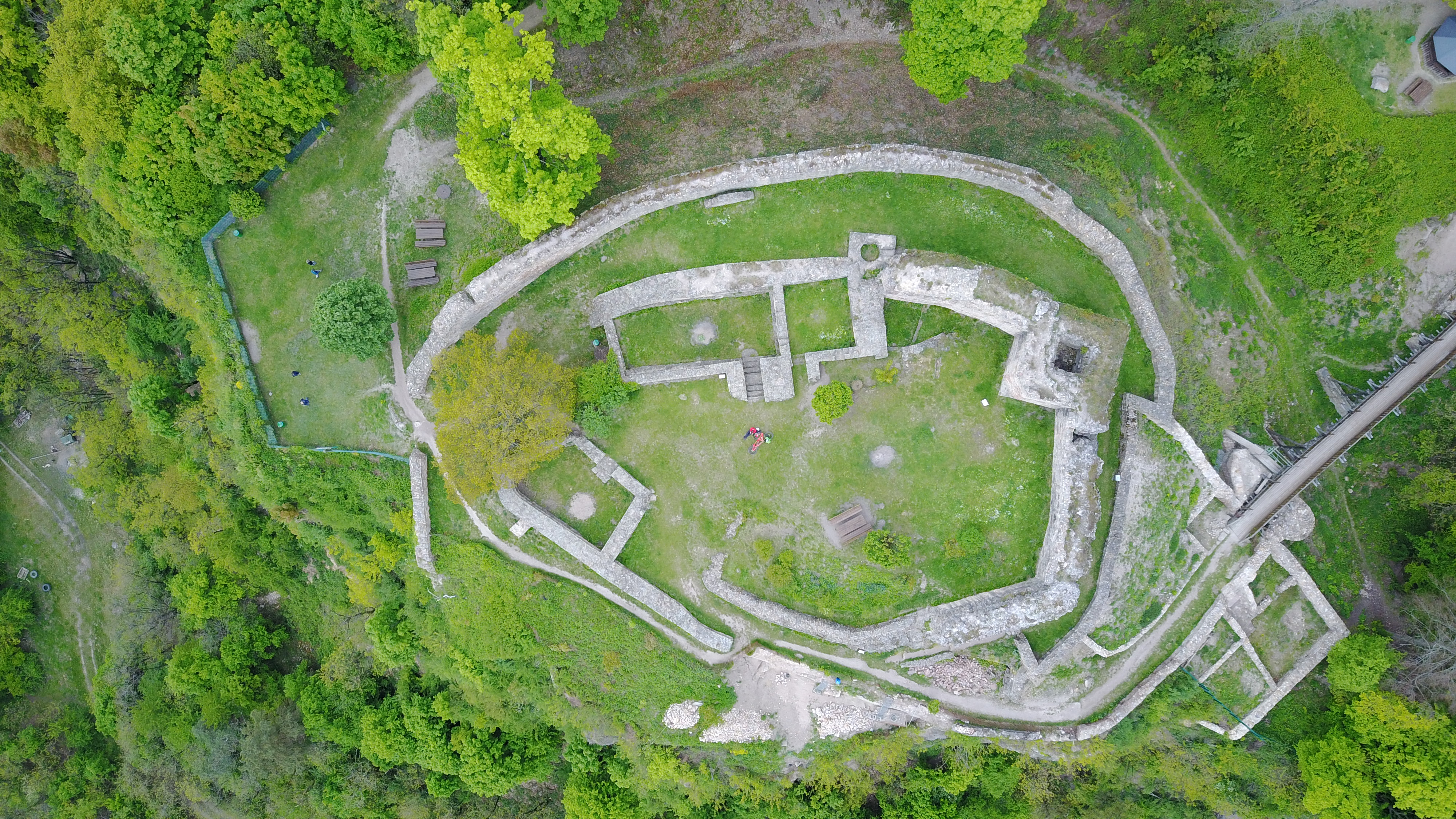
Luftaufnahme
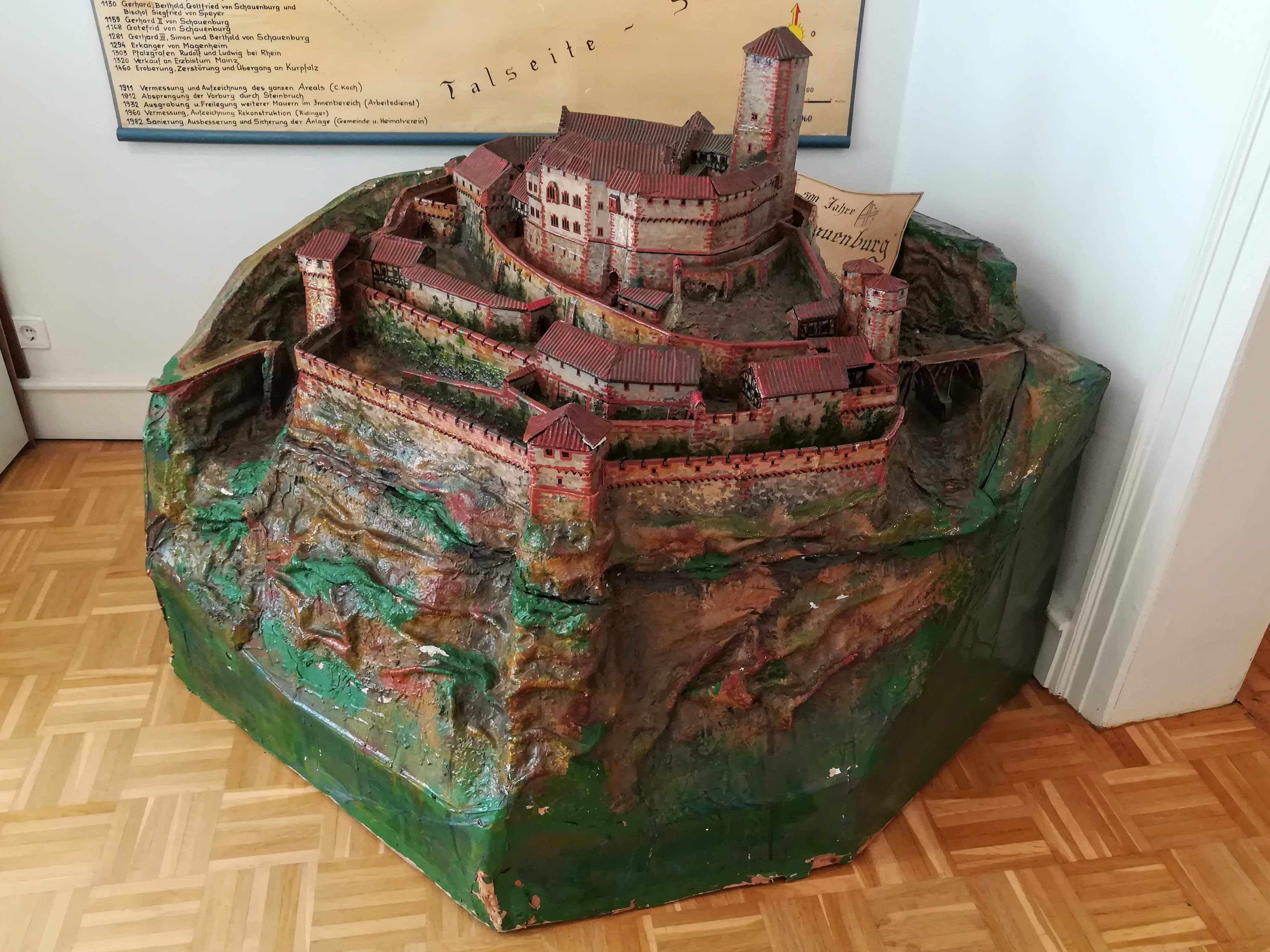
Modell der Schauenburg im Heimatmuseum Dossenheim
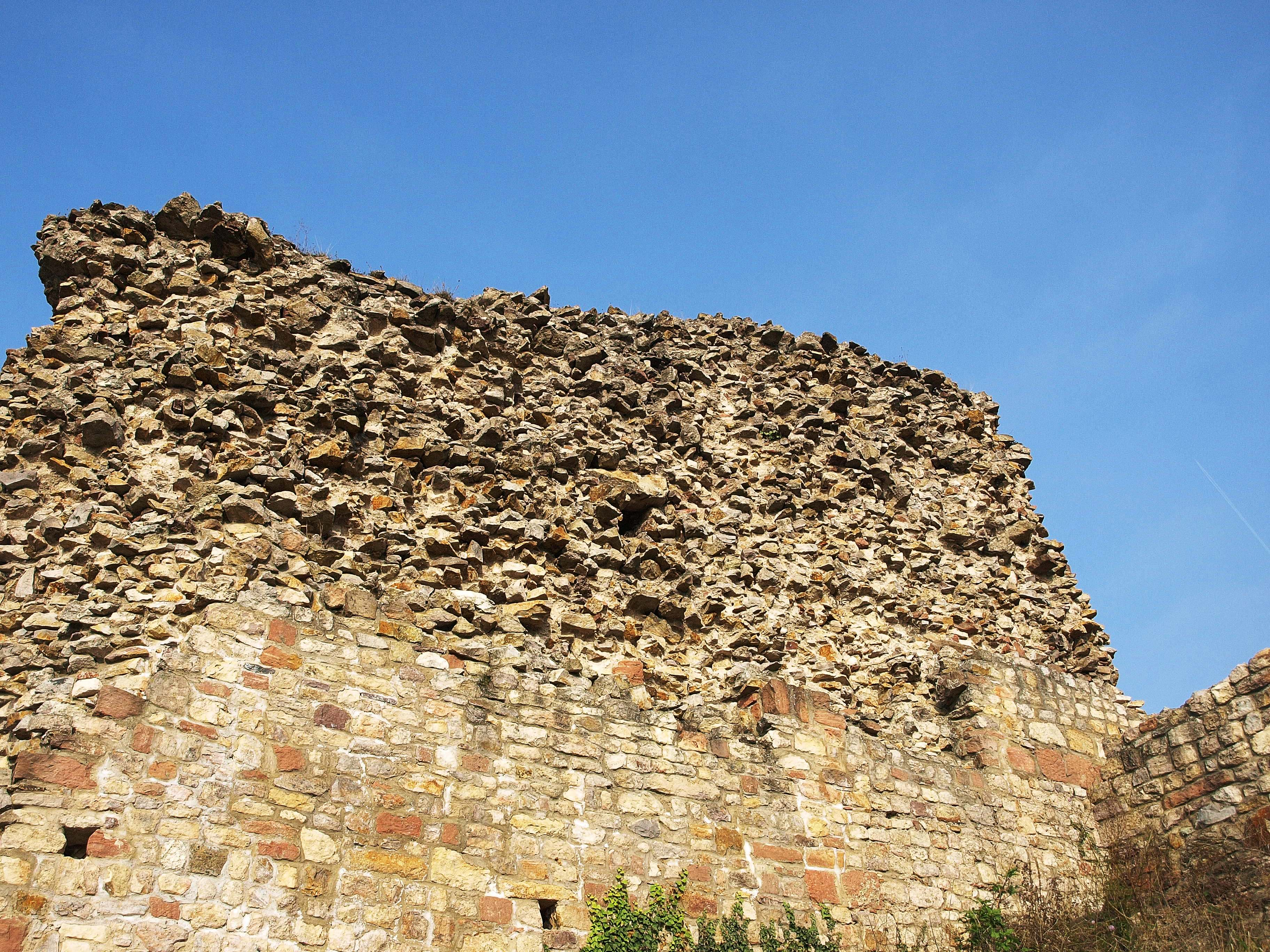
Schauenburg, Schildmauer (Nov. 2009)
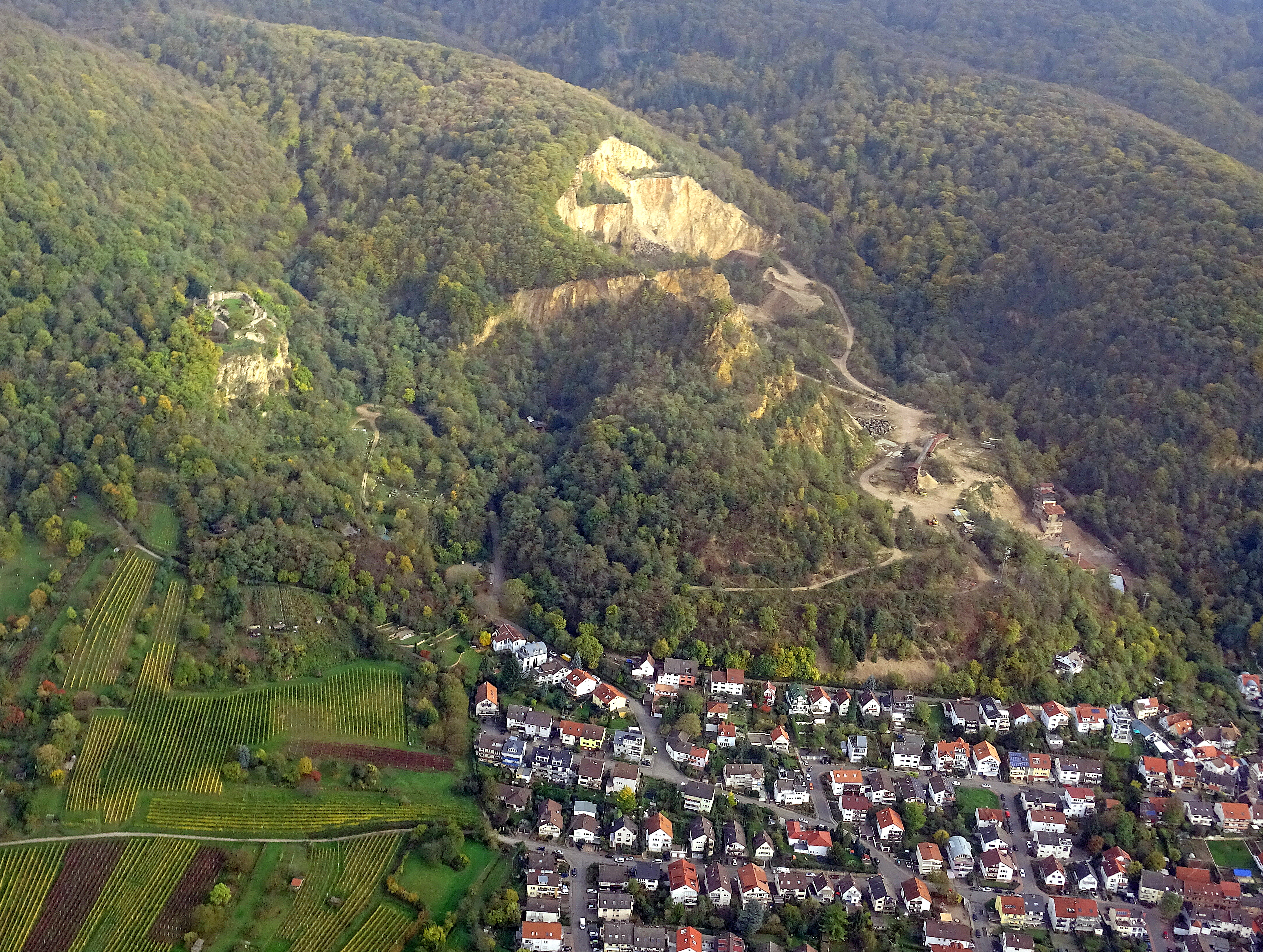
Burgruine Schauenburg und Steinbruch mit Dossenheim (Nordost-Teil) aus der Luft